# 迪帕徹岩
67°37′S 62°49′E / 67.617°S 62.817°E
迪帕徹岩（英語：Departure Rocks）是南極洲的岩石，位於麥克羅伯特森地，處於皮克-瓊斯岩以北2公里的霍姆灣，挪威製圖師根據該國探險隊拍攝的空中照片繪入地圖，現時由南極條約體系管理。